# テクティテコ語
テクティテコ語（テクティテコご、Tektiteko）はテコ語（Teco, Teko）ともいい、グアテマラのウェウェテナンゴ県テクティタン (Tectitán) とクイルコ (Cuilco) の一部で話される言語。隣接するメキシコのチアパス州マサパ・デ・マデロ (Mazapa de Madero) およびアマテナンゴ・デ・ラ・フロンテラ (Amatenango de la Frontera) にも少数の話者が住む。UNESCOの危機に瀕する言語の分類ではグアテマラのテクティテコ語を「危険」、メキシコのテコ語を「重大な危険にある」言語としている。
1969年にテレンス・カウフマンによってこの言語の存在が報告された。カウフマンはメキシコでの呼び名に従って「テコ語」と呼んだ。カウフマンによれば、この言語はマム語に近いが、より保守的な音韻体系を持つ。

## 音声
テクティテコは以下の子音を持つ。
|        | 両唇音 | 歯茎音 | 後部歯茎音 | そり舌音 | 硬口蓋音 | 軟口蓋音 | 口蓋垂音 | 声門音 |
| ------ | ------ | ------ | ---------- | -------- | -------- | -------- | -------- | ------ |
| 破裂音 | p bʼ   | t tʼ   |            |          | ky kyʼ   | k kʼ     | q qʼ     | ʼ      |
| 破擦音 |        | tz tzʼ | ch chʼ     | tx txʼ   |          |          |          |        |
| 摩擦音 |        | s      | xh         | x        |          |          | j        |        |
| 鼻音   | m      | n      |            |          |          |          |          |        |
| 流音   |        | l r    |            |          |          |          |          |        |
| 半母音 | w      |        |            |          | y        |          |          |        |

rはあまり出現せず、スペイン語からの借用語を除くと擬態語などに限られる。
喉頭化した子音は通常放出音だが、bʼは入破音[ɓ]、qʼも無声の入破音[ʛ̥]である。tʼは放出音または入破音として現れる。共鳴音のl r w yは語末では無声化する。
舌端音の歯茎硬口蓋音が出現することがあり、方言によって後部歯茎音ch chʼまたは硬口蓋音ky kyʼの異音として現れるが、独立した音素にはなっていないという。
母音は短母音a e i o uと長母音aa ee ii oo uuがある。
声調は音素としては存在しないが、母音に声門破裂音が後続する場合に特定の音高が現れることがあり、声調の発生過程にあるとも考えられる。
強勢は語の最後の音節に置かれる。